# Иленич, Митя
Ми́тя И́ленич (словен. Mitja Ilenic; род. 26 декабря 2004, Словения) — словенский футболист, защитник клуба «Нью-Йорк Сити» и сборной Словении.

## Клубная карьера
Иленич — воспитанник клуба «Домжале». 12 февраля 2022 года в матче против «Табора» он дебютировал в чемпионата Словении. 20 марта в поединке против «Олимпии» Митя забил свой первый гол за «Домжале».
4 января 2023 года Иленич перешёл в клуб MLS «Нью-Йорк Сити», подписав контракт до 2026 года с возможностью продления ещё на один год. В высшей лиге США он дебютировал 25 февраля в матче стартового тура сезона 2023 против «Нэшвилла», выйдя на замену во втором тайме.

## Международная карьера
За сборную Словении Иленич дебютировал 20 января 2024 года в товарищеском матче со сборной США.